# Sitabamba (distrito)
Sitabamba é um distrito do Peru, departamento de La Libertad, localizada na província de Santiago de Chuco.

## Transporte
O distrito de Sitabamba é servido pela seguinte rodovia:
- LI-115, que liga o distrito à cidade de Huamachuco
- LI-118, que liga o distrito à cidade de Mollepata
- LI-133, que liga o distrito à cidade de Mollepata [1][2][3]